# Олинтла
Олинтла (исп. Olintla) — муниципалитет в Мексике, входит в штат Пуэбла. Население — 12 609 человек.

## История
Город основан в 1895 году.